# L’Horme
L’Horme ist eine französische Kleinstadt mit 4.868 Einwohnern (Stand: 1. Januar 2022) im Département Loire in der Region Auvergne-Rhône-Alpes. Sie gehört zum Arrondissement Saint-Étienne und zum Kanton Saint-Chamond. Die Einwohner werden Hormois(es) genannt.

## Geographie
Die Stadt L’Horme liegt als nordöstliche Vorstadt von Saint-Chamond im Tal des Flusses Gier, etwa 13 Kilometer nordöstlich von Saint-Étienne. Umgeben wird L’Horme von den Nachbargemeinden Cellieu im Norden, La Grand-Croix im Nordosten, Saint-Paul-en-Jarez im Osten und Südosten sowie Saint-Chamond im Süden und Westen. Durch die Gemeinde führt die Autoroute A47 von Saint-Étienne nach Givors bzw. Richtung Lyon. Der Bahnhof der Gemeinde liegt an der Bahnstrecke Saint-Étienne–Lyon. Im Norden der Stadt verläuft die Autoroute A47. Zwischen der Stadt und der Autobahn liegt der Flugplatz „Aérodrome de St-Chamond-l’Horme“. Die dichte Besiedlung um L’Horme ist wie in anderen west- bzw. mitteleuropäischen Revieren den ehemaligen Bergarbeitersiedlungen, Zechen und metallverarbeitenden Betrieben geschuldet.

## Bergbaugeschichte

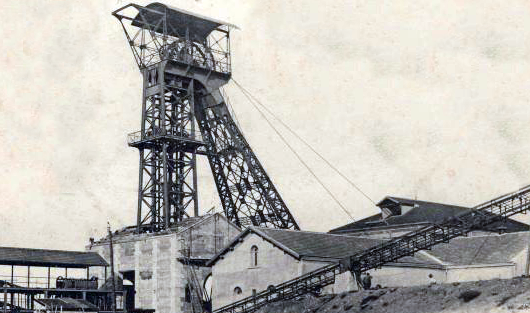
Förderturm der ehemaligen Zeche Gillier

L’Horme bliegt im Loire-Kohlerevier, einem der ersten in Frankreich, das ausgebeutet wurde. Die Förderung ist dort seit dem 13. Jahrhundert belegt. Nach 1815 und dem Verlust der nordöstlichen Kohlereviere war es der wichtigste Kohlebergbaustandort Frankreichs. Während der Ersten Industriellen Revolution trug es in den 1820er und 1830er Jahren bis zu 40 % zur nationalen Produktion bei, Mitte des 19. Jahrhunderts waren es dann 54 %. In den 1860er Jahren wurde es endgültig vom Bergbaugebiet Nord-Pas-de-Calais überholt, blieb aber im 20. Jahrhundert ein erstklassiges Gebiet, da es weit von den Grenzen entfernt lag und von den beiden Weltkriegen relativ verschont geblieben war.
In L’Horme bestand bis Ende des 20. Jahrhunderts der Steinkohlen-Schacht „Puits Gillier“, der in Tiefen von 321 bis 655 m förderte (die tiefste Bohrung lag bei 975 m).

### Bevölkerungsentwicklung
| Jahr                       | 1962 | 1968 | 1975 | 1982 | 1990 | 1999 | 2006 | 2014 | 2022 |
| -------------------------- | ---- | ---- | ---- | ---- | ---- | ---- | ---- | ---- | ---- |
| Einwohner                  | 4324 | 5072 | 5028 | 4858 | 4689 | 4639 | 4749 | 4822 | 4868 |
| Quellen: Cassini und INSEE |      |      |      |      |      |      |      |      |      |

## Sehenswürdigkeiten
- Kirche Saint-Nicolas
- Kapelle Saint-Roch im Ortsteil Le Fay

## Gemeindepartnerschaften
Mit dem Ortsteil Pian di Scò der italienischen Gemeinde Castelfranco Piandiscò in der Provinz Arezzo (Toskana) verbindet L’Horme seit 1993 eine Partnerschaft. Eine weitere Partnerschaft existiert mit der italienischen Gemeinde Scarperia e San Piero in der Provinz Florenz (auch Toskana).